# Nazione Oneida
Gli Oneida (Onyota'a:ka o Onayotekaono, significa il Popolo della Pietra Eretta, Thwahrù•nęˀ in lingua Tuscarora) sono una prima nazione di nativi americani e una delle cinque nazioni fondanti della lega irochese nello stato di New York. Gli irochesi si chiamano tra loro Haudenosaunee ("Il popolo della lunga casa") in onore al loro comune modo di vivere in queste abitazioni.
Originariamente gli Oneida abitavano nell'area che di seguito divenne la parte centrale dello stato di New York, particolarmente attorno al lago Oneida e nella Contea di Oneida.

## Storia

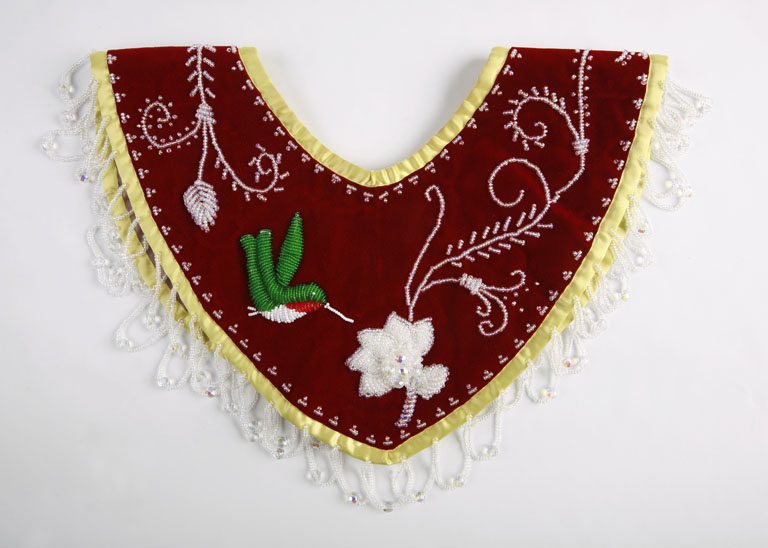
Un collare tradizionale cerimoniale dall'artista Karen Ann Hoffman (Oneida del Wisconsin), ca. 2007.

Gli Oneida, insieme con le altre cinque tribù della confederazione irochese, inizialmente mantennero una politica di neutralità nella rivoluzione americana. Questa politica permetteva alla confederazione irochese di accrescere la sua influenza presso entrambe le parti in guerra, poiché poteva minacciare di unirsi ad uno dei due schieramenti nel caso di una qualunque provocazione; tuttavia la neutralità venne rapidamente abbandonata. La maggior parte delle tribù Mohawk, Seneca, Cayuga e Onondaga si schierò con gli inglesi fedeli alla madrepatria. Per un po' gli Oneida continuarono a professare la neutralità e cercarono di ristabilire la concordia tra le sei tribù della confederazione, ma alla fine furono comunque costretti a scegliere uno schieramento. A causa della loro vicinanza con i territori dei ribelli, la maggior parte degli Oneida favorì i coloni (al contrario le tribù a favore degli inglesi erano stanziate vicino all'avamposto britannico Fort Niagara). Inoltre gli Oneida erano influenzati dal missionario protestante Samuel Kirkland, che aveva passato decenni con loro e attraverso quelle tribù che avevano iniziato a stringere forti legami culturali con i coloni.
Gli Oneida entrarono ufficialmente in guerra a fianco dei ribelli americani, e contribuirono in molti modi allo sforzo bellico. I loro guerrieri erano spesso utilizzati come esploratori sia nelle campagne offensive che nelle osservazioni delle operazioni nemiche presso Fort Stanwix (noto anche come Fort Schuyler); gli Oneida erano inoltre un canale di comunicazione tra i ribelli e gli altri irochesi. Nel 1777, nella battaglia di Oriskany, una cinquantina di Oneida combatterono a fianco della milizia statunitense. Alcuni indiani formarono amicizie con Philip Schuyler, George Washington e il marchese de La Fayette e altri capi ribelli, i quali, durante e dopo la guerra, riconobbero il contributo degli Oneida. Il Congresso dichiarò che "una madre dimenticherebbe il proprio bambino prima che noi dimenticassimo voi".
I singoli Oneida avevano tuttavia il diritto di scegliere da quale parte combattere, e una minoranza scelse di combattere a fianco dei britannici. Col progredire della guerra la situazione degli Oneida divenne più dura, e questa minoranza crebbe di numero; dopo la distruzione di Kanonwalohale, un importante villaggio Oneida, molti di loro si trasferirono a Fort Niagara per vivere sotto la protezione britannica.
Dopo la guerra, gli Oneida furono dispersi da rappresaglie ed altri attacchi. Nel 1794, insieme alle altre nazioni irochesi, firmarono il trattato di Canandaigua con gli Stati Uniti, che gli assegnò 24.000 km2 di terra, in maggioranza nello stato di New York. Successivamente, attraverso altri trattati, questo territorio si ridusse a 0,1 km2; attorno al 1830 molti Oneida si trasferirono in Canada e in Wisconsin, a seguito della politica statunitense di rimozione degli indiani delle terre ad est del Mississippi.

## Celebri Oneida
- Ohstahehte,
- Graham Greene, attore
- Cody McCormick,
- Neilson Powless, ciclista
- Joanne Shenandoah, cantante
- Tehaliwaskenhas Bob Kennedy
- Moses Schuyler,
- Garrison Chrisjohn, attore
- Alex Elijah I
- Charlie Hill,
- Mary Wheeler,
- Evan John I,
- Demus Elm,
- Polly Cooper,
- Venus Walker,
- Loretta Metoxin,
- Eileen Antone,
- Harley Elijah Sr,
- Gino Odjick,
- Schenandoa,
- Carl J. Artman,